# Sceloporus internasalis
Sceloporus internasalis (лускатоморда колюча ігуана) — вид ігуаноподібних ящірок родини фриносомових (Phrynosomatidae). Мешкає в Мексиці і Гватемалі.

## Поширення і екологія
Лускатоморді колючі ігуани мешкають на півдні Мексики (на півдні Веракрусу, на сході Оахаки і в Чіапасі) та на заході Гватемали. Вони живуть у вологих тропічних лісах та в гірських сосново-дубових лісах, трапляються в садах та на сільськогосподарських угіддях. Зустрічаються на висоті від 400 до 2000 м над рівнем моря.